# Alessandro Manzoni
Alessandro Francesco Tommaso Manzoni (tiếng Ý: [alesˈsandro manˈdzoːni]; 07 tháng 3 năm 1785 - ngày 22 tháng 5 năm 1873) là một nhà thơ và tiểu thuyết gia người Ý. Ông nổi tiếng với cuốn tiểu thuyết I Promessi Sposi (Người được đính hôn, 1840), thường được xếp hạng trong số những kiệt tác của văn học thế giới. Cuốn tiểu thuyết cũng là một biểu tượng của Risorgimento Ý, cả về thông điệp yêu nước của nó và bởi vì nó là một mốc quan trọng trong sự phát triển của, thống nhất tiếng Ý hiện đại. 

## Tiểu sử
Manzoni sinh ra tại Milan, Ý, vào ngày 07 tháng 3 năm 1785. Pietro, cha ông, tuổi khoảng năm mươi, thuộc về một gia đình cũ của Lecco, ban lãnh chúa phong kiến của Barzio, trong Valsassina. Ông ngoại của ông, Cesare Beccaria, là một tác giả nổi tiếng và nhà triết học, và mẹ anh Giulia có tài năng văn học.
Alessandro trẻ tuổi đã trải qua hai năm đầu tiên trong đời ở Cascina Costa trong Galbiate và cậu đã được bà vú Caterina Panzeri nuôi nấng. Năm 1792 cha mẹ của cậu chia tay và mẹ của cậu bắt đầu một mối quan hệ với Carlo Imbonati trí thức, họ di chuyển đến nước Anh và sau đó đến Paris. Vì lý do này, con trai của họ đã được nuôi nấng ở một số viện nghiên cứu tôn giáo.